# Paivino
Paivino (en rus: Пайвино) és un poble de l'óblast de Novossibirsk, a Rússia, que en el cens del 2010 tenia 305 habitants, pertany al districte de Novossibirsk.